# Provins
Provins és un municipi francès, situat al departament de Sena i Marne i a la regió de l'Illa de França. Forma part del cantó de Provins, del districte de Provins i de la Comunitat de comunes del Provinois.

## Persones il·lustres
- Toussaint Rose (1611 - 1701), magistrat, i secretari de Lluís XIV